# Zoutkamperril

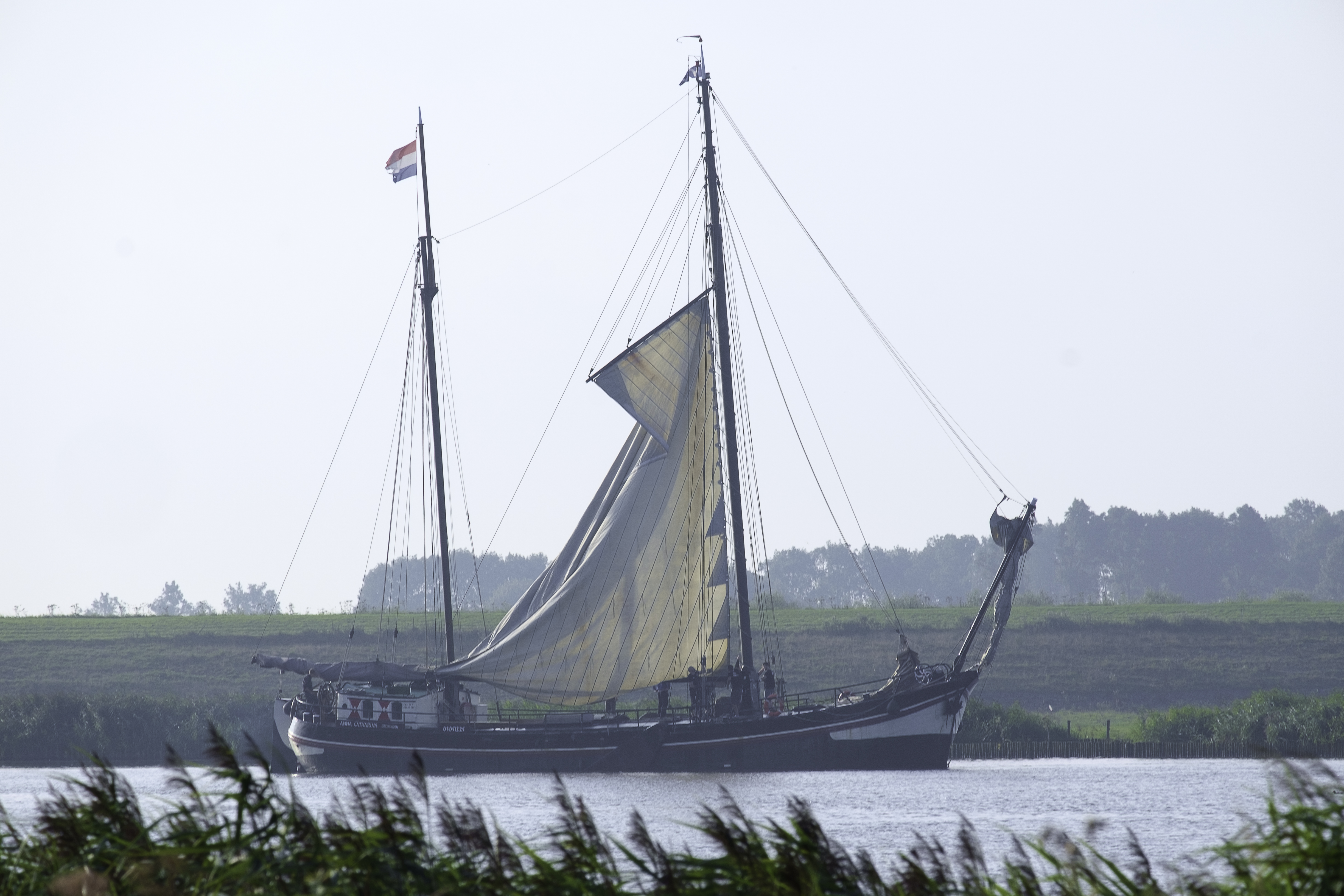
Zeilboot van de bruine vloot op de Zoutkampperril

De Zoutkamperril is een kanaal ten westen van Zoutkamp in de provincie Groningen.
Het water was de natuurlijke voortzetting (ril = suatiegeul) van het Reitdiep over de kwelders van de Lauwerszee. Na de afsluiting van de zee in 1969 werd het een 'gewoon' kanaal. Op het punt waar het water aanzienlijk breder wordt, gaat het over in de Slenk.
In het kanaal monden het Hunsingokanaal en de Munnekezijlsterried uit. Na de inpoldering monden nog eens twee hoofdwatergangen ten zuiden van het kanaal (de Zoutkamperplaat) erin uit. Dat was ook het geval aan de noordzijde. Door een wijziging van de afwatering van de Panserpolder en van de oorspronkelijke kwelders, zijn deze komen te vervallen.